# De Bellefroid

Familiewapen van De Bellefroid (1829)

De Bellefroid was een Nederlands geslacht waarvan een lid in 1829 werd verheven in de Nederlandse adel en dat met een dochter van hem in 1877 uitstierf. In hetzelfde jaar werd een Felix de Bellefroid (1788-1864) verheven in de Nederlandse adel onder de naam De Bellefroid d'Oudoumont, maar er is geen verwantschap aangetoond met het uit Verlaine afkomstige, in België bloeiende geslacht.

## Geschiedenis
De bewezen stamreeks van de Nederlandse familie begint met Willem Bellefroid die in 1609 in Tongeren zijn bezit bij testament naliet. Een nakomeling, Robertus Dominicus (1683-1725) werd burgemeester van de stad Tongeren. Diens kleinzoon Philippus Jacobus (1762-1839) werd in 1829 verheven in de Nederlandse adel.

### Wapenbeschrijving
- 1829: Gevierendeeld, het eerste en vierde van zilver, beladen met eene bande van keel, waarop drie liggend'halve manen van goud, het tweede en derde van lazuur, beladen met eenen ter regterzijde gekeerden klimmenden leeuw van zilver, getongd en gekroond van goud. Het schild gedekt met de Nederlandsche ridderkroon, waarop eene helm van zilver, geboord, getralied en gecierd van goud, gevoerd van lazuur, op dezelve eene wrong van keel en zilver, waaruit tot helmteeken is komende de leeuw van het tweede en derde deel des schilds. Voorts met zijne helmdekken van keel en zilver.

## Enkele telgen
Robertus Dominicus de Bellefroid (1683-1725), burgemeester van Tongeren
- Philippis Joannes Xaverius de Bellefroid (1724-?), raad van de aartsbisschop van Mainz, raad in de rekenkamer van Luik
  - jhr. Philippus Jacobus (1762-1839), kapitein infanterie, schout, maire en burgemeester van Wehl en 's-Heerenberg, lid van de ridderschap van Gelderland, verheven in de Nederlandse adel bij KB van 21 april 1829, n° 105
    - jhr. Joannes Baptista Burchardus de Bellefroid, heer van Mathena (1790-1876), generaal-majoor, lid van de ridderschap van Gelderland, gouverneur der Residentie
    - jkvr. Isabella Henrietta Louise de Bellefroid (1806-1877), laatste telg van het geslacht